# اسکای تاور ابوظبی

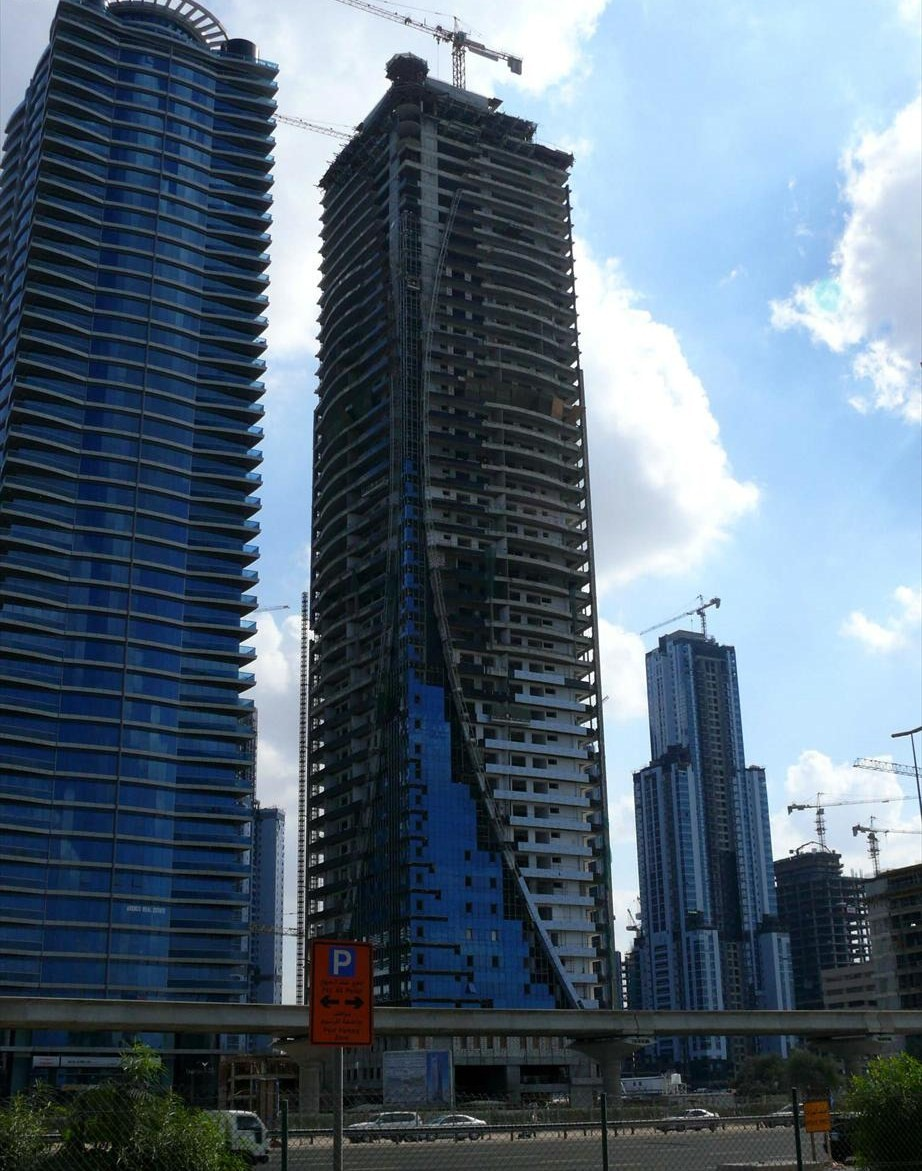
تصویری از قبل تمامیت اسکای در امارات عربی

اسکای تاور ابوظبی (انگلیسی: Sky Tower) ساختمان اداری مسکونی ۷۴ طبقه مستقر در شهر ابوظبی، امارات متحده عربی است، که در سال ۲۰۱۰ احداث گردید.